# NHL Winter Classic 2017

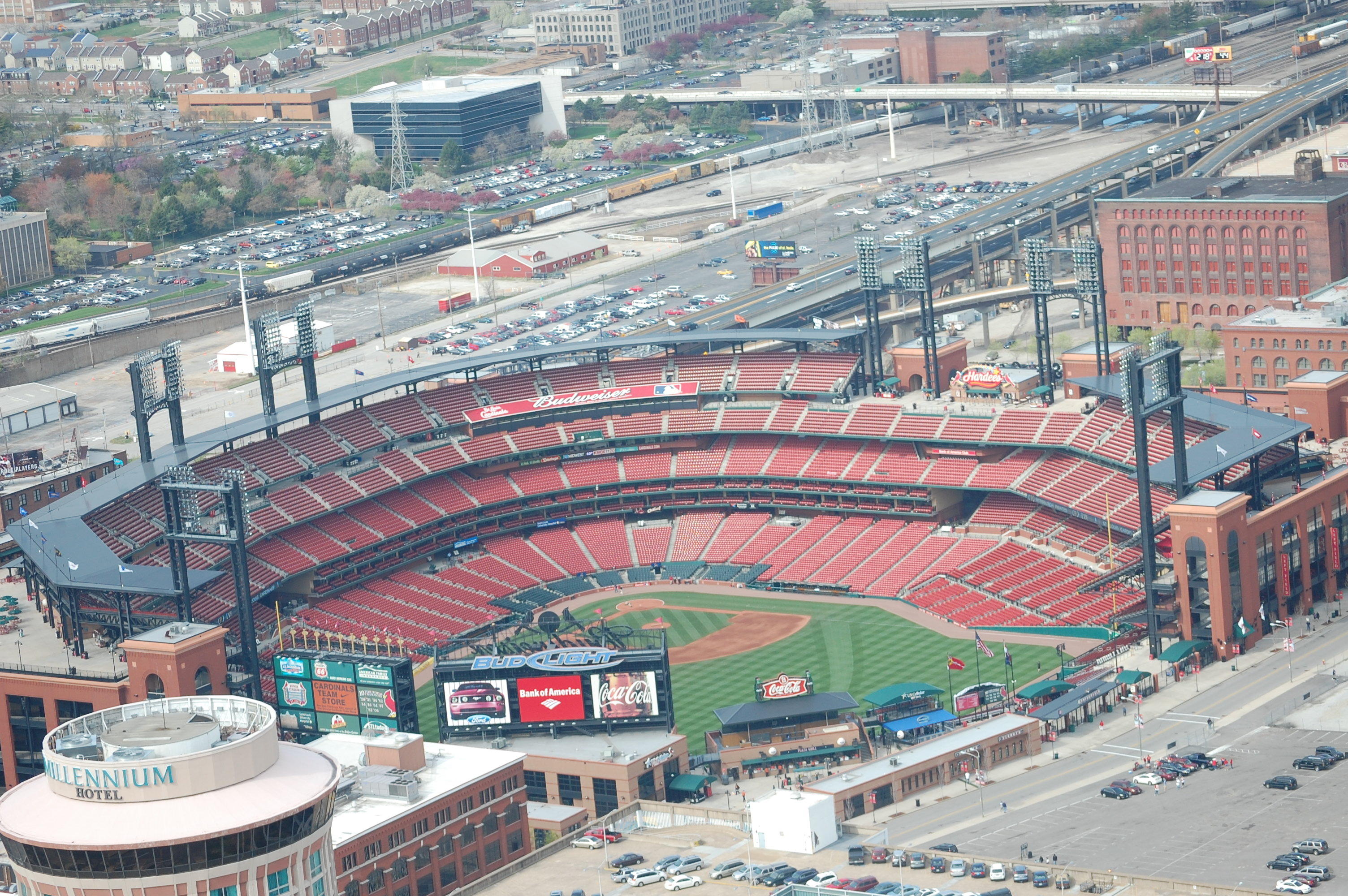
Austragungsort: das Busch Stadium

Das NHL Winter Classic 2017 (aus Marketinggründen offiziell Bridgestone NHL Winter Classic 2017) war ein Freiluft-Eishockeyspiel, das am 2. Januar 2017 im Rahmen der Saison 2016/17 der National Hockey League (NHL) ausgetragen wurde. In dieser neunten Auflage des NHL Winter Classic gewannen die St. Louis Blues im Busch Stadium in St. Louis, Missouri mit 4:1 gegen die Chicago Blackhawks.

## Sportliche Ausgangssituation
Vor dem Spiel hatten die St. Louis Blues 37, die Chicago Blackhawks 39 Spiele absolviert. Dabei lagen die Blackhawks (23–11–5; 51 Punkte) in der Central Division auf Rang eins und somit zwei Plätze vor den Blues (19–13–5; 43 Punkte).

## Spiel

### Verlauf
Die Blackhawks gingen kurz nach dem Eröffnungsbully durch Michal Kempný in Führung, die Patrik Berglund in der Mitte des zweiten Drittels ausgleichen konnte. Spielentscheidender Akteur war Wladimir Tarassenko, der innerhalb von zwei Minuten zwei Treffer zum 2:1 und 3:1 erzielte. Alexander Steen traf noch per Empty Net Goal zum 4:1-Endstand.

### Statistik
| 2. Januar 2016 13:00 Uhr | St. Louis Blues Patrik Berglund (27:45) Wladimir Tarassenko (52:05) Wladimir Tarassenko (53:58) Alexander Steen (58:46) | 4:1 (0:1, 1:0, 3:0) Spielbericht | Chicago Blackhawks Michal Kempný (1:02) | Busch Stadium, St. Louis, Missouri Zuschauer: 46.556 |